# 水塘堡彝族苗族乡
水塘堡彝族苗族乡是中华人民共和国贵州省毕节市赫章县下辖的一个民族乡。

## 行政区划
水塘堡彝族苗族乡下辖以下村级行政区划单位：
营峰村、塘口村、合心村、水潮村、马圈岩村、新河村、沙坝村、草子坪村、永康村、新民村、新都村、杉木箐村、黄坭村和田坝村。